# Fukaya (Saitama)
Fukaya (深谷市 Fukaya-shi?) es una ciudad que se encuentra en Saitama, Japón.
Según datos de 2003, la ciudad tiene una población estimada de 103.624 habitantes y una densidad de 1.493,14 personas por km². El área total es de 69,40 km².
La ciudad fue fundada el 1 de enero de 1955.